# سنکاویل (اوهایو)
سنکاویل (به انگلیسی: Senecaville) یک روستا در ایالات متحده آمریکا است که در شهرستان گرنزی، اوهایو واقع شده‌است. سنکاویل ۱٫۲۴ کیلومتر مربع مساحت و ۴۵۷ نفر جمعیت دارد و ۲۷۲ متر بالاتر از سطح دریا واقع شده‌است.